# Ottilie Roederstein
Ottilie Wilhelmine Roederstein (Zurigo, 22 aprile 1859 – Hofheim am Taunus, 26 novembre 1937) è stata una pittrice svizzera.
È stata la compagna della ginecologa tedesca Elisabeth Winterhalter.

## Biografia
Roederstein è nata in Svizzera ed era la seconda figlia di un uomo d'affari tedesco che si era trasferito per lavorare come rappresentante di un'azienda tessile svizzera.
Fu attratta per la prima volta dalla pittura quando il pittore svizzero Eduard Pfyffer (1836-1899) venne a casa sua per dipingere ritratti di famiglia e questo interesse è cresciuto grazie alle visite ai musei locali. Per una donna, la formazione come pittrice sarebbe stata contraria alle convenzioni sociali dell'epoca. La madre era contraria ai suoi desideri, nonostante ciò la perseveranza portò il padre a sostenerla e, nel 1876, poté studiare con Pfyffer, il pittore citato in precedenza.
Il suo talento per la ritrattistica divenne presto evidente e superò rapidamente gli altri pittori. La sua opportunità di carriera si presentò quando la sorella Johanna sposò un uomo d'affari berlinese. Johanna e suo marito accettarono di farla vivere con loro e lei trovò posto come studentessa in una classe speciale per donne tenuta da Karl Gussow. Nel 1882, la sua prima mostra con un mercante d'arte a Zurigo fu ben accolta. Nello stesso anno seguì un'amica a Parigi, dove trovò lavoro presso gli studi di Carolus-Duran e Jean-Jacques Henner. Nel 1887 era in grado di mantenersi da sola grazie a vendite e commissioni e non doveva più dipendere dai genitori. Partecipò al Salon di Parigi e vinse la medaglia d'argento all'Exposition Universelle (1889). Espose le sue opere nel Woman's Building della World's Columbian Exposition del 1893 a Chicago, Illinois.
Dopo il 1890 si trasferì a Francoforte per stare con la sua compagna, Elisabeth Winterhalter, viaggiò molto (compreso un viaggio in Africa nel 1913) tuttavia non perse mai di vista le sue radici svizzere e, nel 1902, divenne cittadina onoraria di Zurigo. Cinque anni dopo, lei ed Elisabetta si stabilirono a Hofheim am Taunus (un sobborgo di Francoforte). Tra le sue modelle d'ispirazione per i ritratti c'era Gwen John. Il dipinto di Roederstein, intitolato "La lettera" che la ritrae fu esposto al salone della Société Nationale des Beaux-Arts nel 1908. Nello stesso anno, Roederstein e la sua partner contribuirono a fondare la Schillerschule, la prima scuola femminile di Francoforte. Dopo la guerra, realizzò diversi ritratti di donne rimaste vedove di guerra Continuò a esporre regolarmente fino al 1931. Morì il 26 novembre del 1937.